# Mazzolla
Mazzolla ist eine Fraktion der italienischen Gemeinde Volterra in der Provinz Pisa, Toskana.

## Geographie
Das Dorf liegt etwa 5 km südöstlich von Volterra, etwa 50 km südöstlich der Provinzhauptstadt Pisa und etwa 50 km südwestlich der Regionalhauptstadt Florenz. Mazzolla liegt bei 351 m s.l.m. und hatte 2001 46 Einwohner. 2011 waren es 41 Einwohner. 1551 waren im Ort 164 Personen wohnhaft, 1745 gab es 239 Eingetragene und 1833 370 Einwohner.

## Geschichte
Erstmals erwähnt wurde der Ort 1080.

## Sehenswürdigkeiten
- San Lorenzo, erstmals 1276 erwähnte Kirche.[4] Die Kirche verlor ihr Taufrecht 1579 und erhielt ihr heutiges Erscheinungsbild bei der Restaurierung von 1806. Enthält im Inneren das Leinwandgemälde Immacolata Concezione tra I Santi Cosma e Damiano (Unbefleckte Empfängnis, mit den Abbildungen von Kosmas und Damian) von Cosimo Daddi († 1630 in Volterra[5]). Das hier vorher vorhandene Tafelgemälde Madonna con il Bambino (ein dem Maestro di Monterotondo zugeschriebenes Werk aus dem 14. Jahrhundert) befindet sich heute im Museo diocesano d’arte sacra in Volterra.[4]
- Villa Viti.[6] In ihr finden in den Sommermonaten regelmäßig Konzerte statt. Eine weitere Sehenswürdigkeit ist der Bogen von Mauro Staccioli, der die Dorfkirche mit einem Teil der Villa Viti  verbindet.

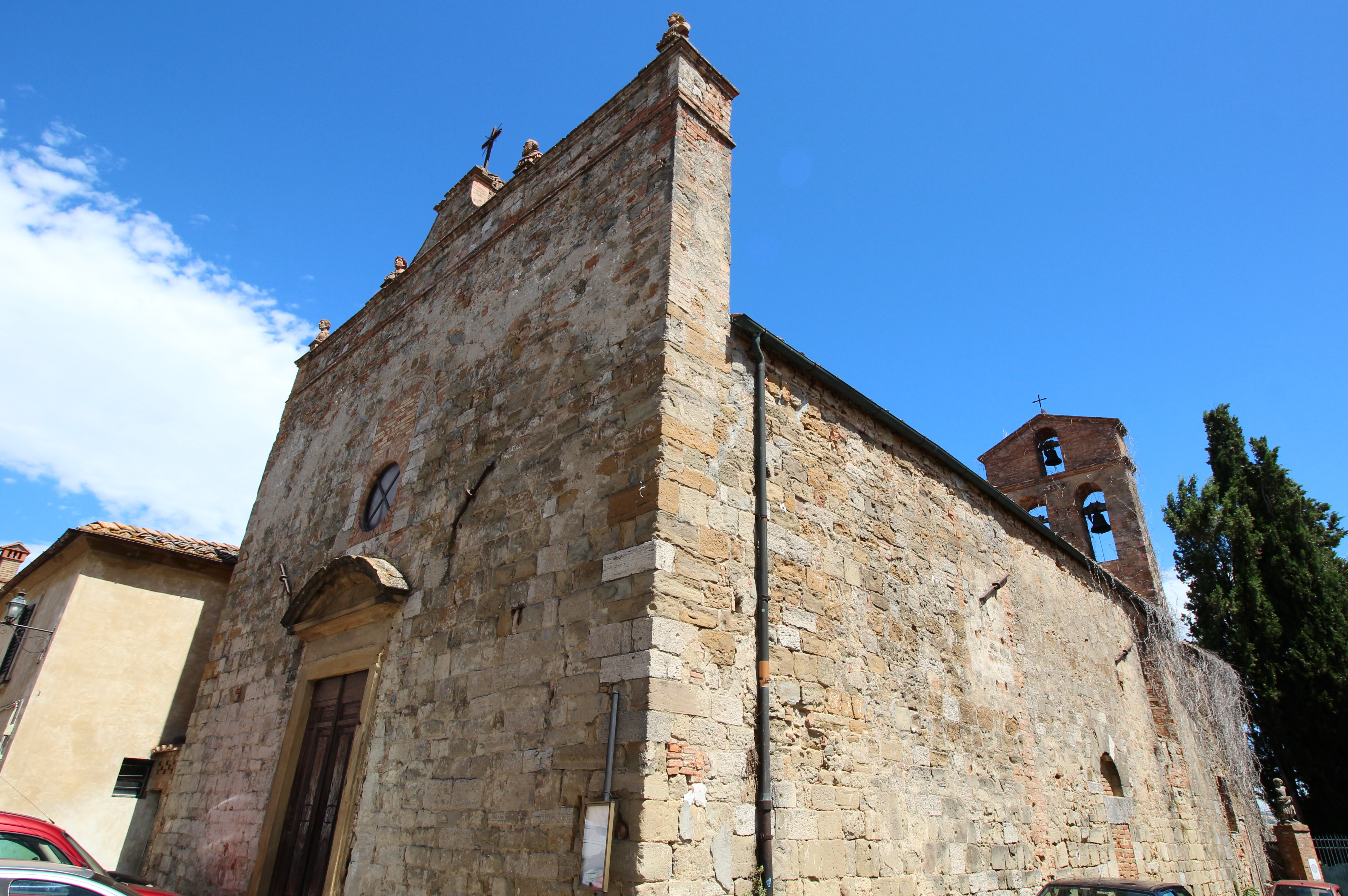
Die Kirche San Lorenzo
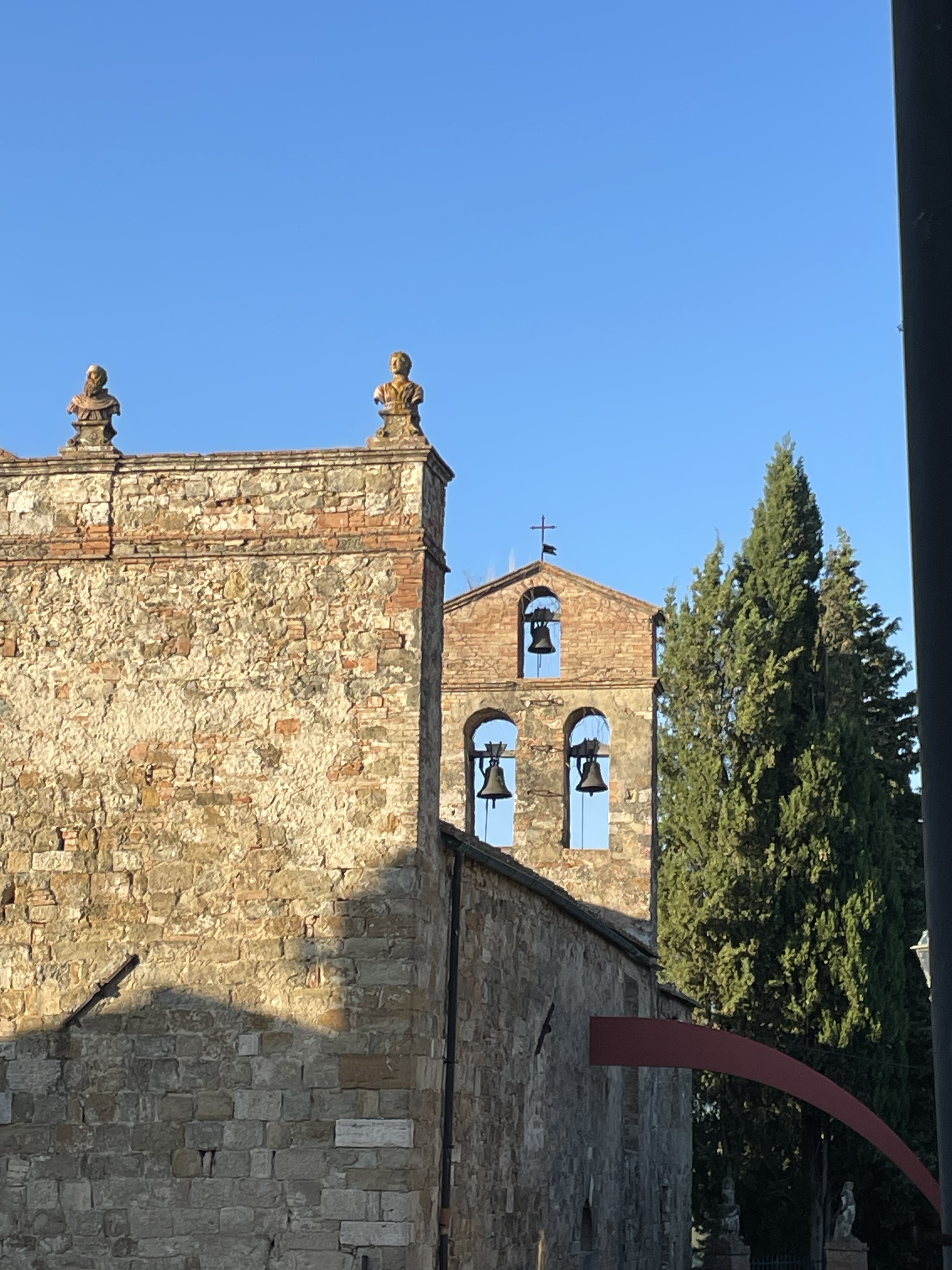
Mauro Staccioli’s Bogen
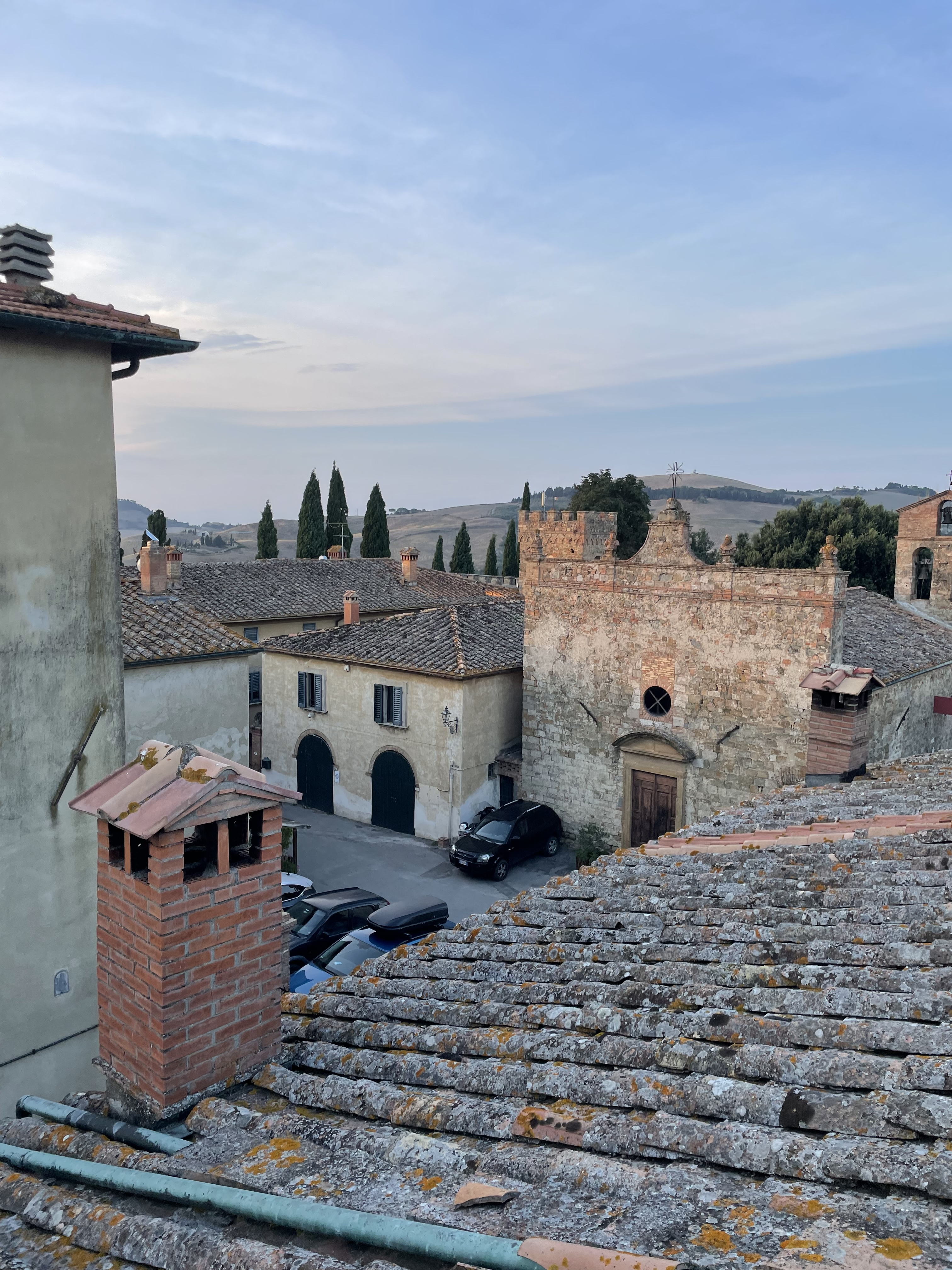
Blick über Mazzolla